# Selorio

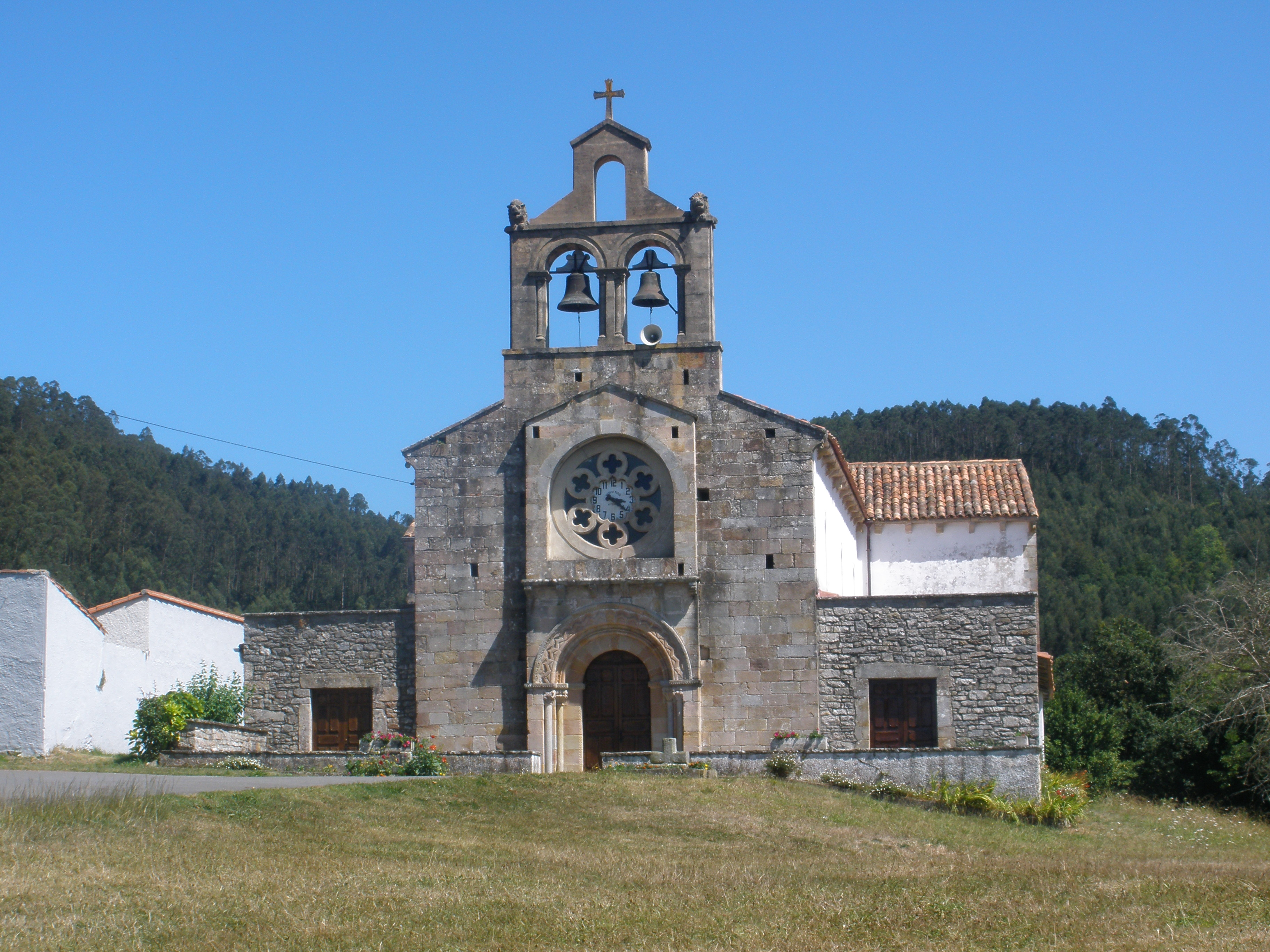
Fachada principal de la iglesia de Santa Eulalia.

Selorio (en asturiano y oficialmente Seloriu) es una parroquia asturiana del concejo de Villaviciosa, en el norte de España, y una aldea de dicha parroquia.

## Toponimia
Por el decreto 115/2005 de la Consejería de Cultura del Principado de Asturias, se determinó que el nombre oficial de la parroquia y de la aldea fuera en asturiano, Seloriu.
Según Xosé Lluis García Arias, en su obra Toponimina asturiana, el topónimo Seloriu tendría, probablemente, la misma procedencia prerromana que el término en castellano sel, que en las provincias españolas de Asturias, Cantabria y Vizcaya se usa con el significado de pradería en que suele sestear el ganado vacuno. García Arias señala como más convincente su relación con el término vasco zelai (prado) y con topónimos cántabros como Selaya.
El Diccionario Geográfico de Asturias apunta como posible origen del topómino "salorio" relacionado con unas salinas que habrían existido en La Encienona.

## Geografía

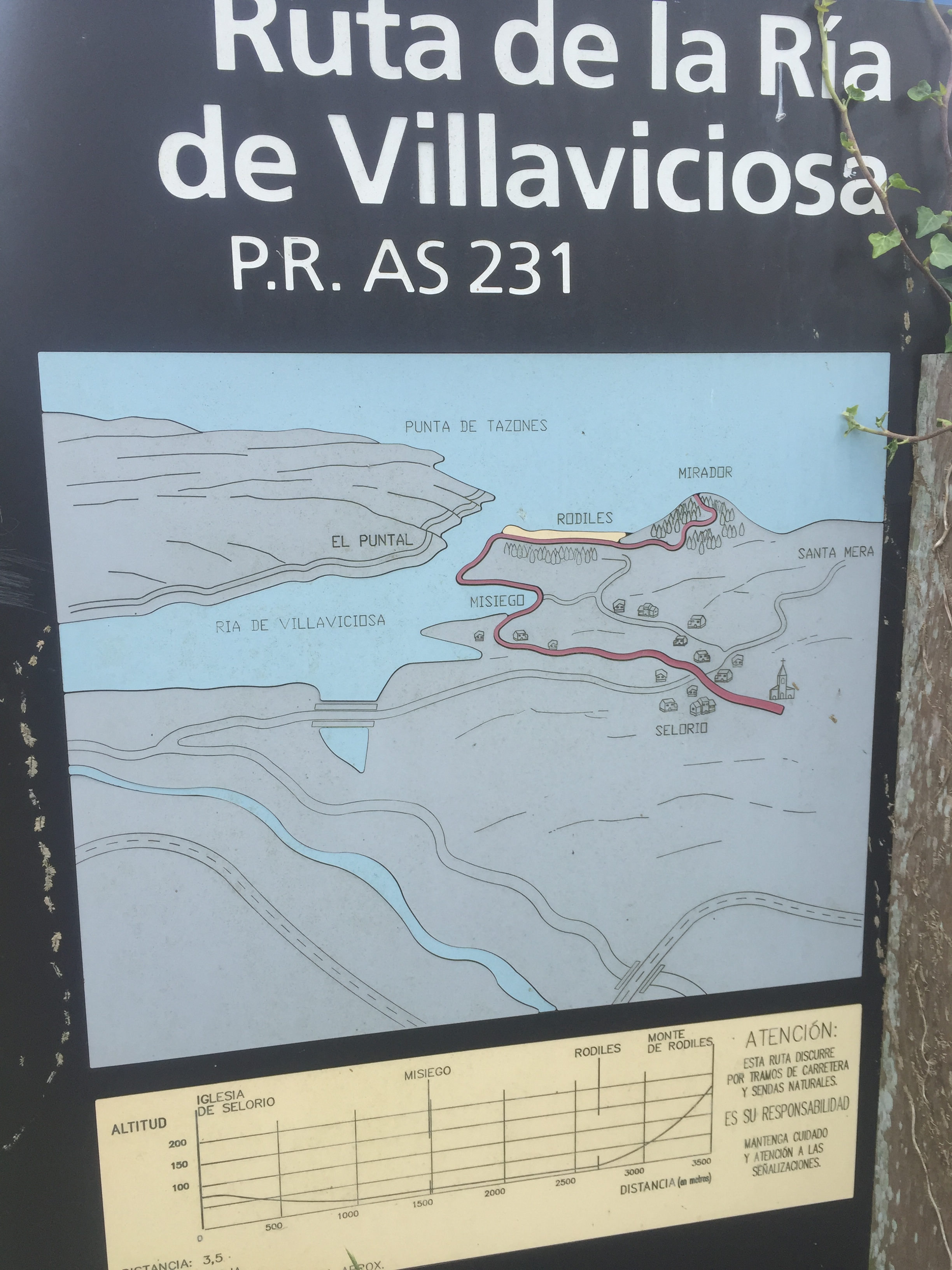
Señal del sendero de pequeño recorrido PR-AS 231.

La parroquia tiene una superficie de 21,36 km² y limita al oeste de la ría de Villaviciosa; al norte con el mar Cantábrico; al este con el concejo de Colunga; y al sur, con las parroquias maliayas de Tornón, Priesca y La Llera.
En su litoral marítimo occidental, al este de la bocana del estuario, se sitúa la playa de Rodiles. Esta se encuentra limitada, al oeste, por el espigón de canalización de la ría y por el monte Rodiles a oriente. Al este del monte Rodiles se localiza la ensenada de la Conejera, entre la punta de Rodiles y la peña de las Lastras en la que se encuentra la playa homónima. Bajo un acantilado jurásico es un arenal de pequeño tamaño y difícil acceso.  
En su límite occidental, con la ría, y próxima a su desembocadura se encuentra la ensenada de Misiego donde se encuentra el arenal homónimo, en las proximidades del núcleo del mismo nombre. 
Las playas de Rodiles y de Misiego se encuentran dentro de los límites de la reserva natural parcial de la ría de Villaviciosa. Por su territorio discurre el sendero de pequeño recorrido PR-AS 231, que trascurre entre la iglesia de Santa Eulalia, en la aldea de Selorio y el monte Rodiles, bordeando la ría de Villaviciosa y la playa de Rodiles.
De acuerdo al Texto Refundido de Normas Subsidiarias de Planeamiento de Villaviciosa, aprobado en 1996, los núcleos y caserías de la parroquia son Bárcena, La Busta, La Calle, Castiello, Espina, Fuentona, Misiego, Olivar, El Pico, La Piniella, La Rasa, Rebollar, Rodiles, Santa Mera, Terienzo, Vega y Villar.

### Hidrografía
El término parroquial es regado por pequeños ríos y arroyos, que desembocan tanto en la ría como en el mar Cantábrico. En la ría, a la altura de La Encienona, entre El Pico y Misiego, vierte el río Fompalaín. En el mar Cantábrico desembocan, de oeste a este, el arroyo del Ríu, que nace en las proximidades de Villar y desemboca en el paraje de El Cenoyal; y el río de Los Gües, con sus afluentes el río Garites y el arroyo de La Busta, que vierte en el mar por el Baxu Les Mueles.

### Orografía
El terreno es suave y poco elevado en la zona próxima a la ría. La cota va ascendiendo hasta las cumbres de los montes de Rodiles, Castiellu y Cualmayor. El monte de Rodiles se sitúa al este de la playa homónima, formando la punta del mismo nombre en el mar Cantábrico. Su altura máxima es de 129 m. 
La mayoría de la superficie del término parroquial (15,84 km²) tiene una pendiente inferior al 20%.

## Demografía
Según el nomenclátor de 2011, la parroquia tenía una población empadronada de 526 habitantes, distribuidos en las siguientes entidades de población:
- Bárcena —oficialmente, en asturiano, Bárzana— (barrio), 49 habitantes;
- La Busta (aldea), 34 habitantes;
- Castiello —Castiellu— (aldea), 27 habitantes;
- Espina (aldea), 24 habitantes;
- Fuentona —La Fuentona— (casería), 6 habitantes;
- El Pico —El Picu— (casería), 5 habitantes;
- La Rasa (barrio), 30 habitantes;
- Rebollar —El Rebollal— (barrio), 6 habitantes;
- Santa Mera (aldea), 69 habitantes;
- Selorio —Seloriu— (aldea),  226 habitantes;
- Vega (aldea), 28 habitantes; y
- Villar (aldea), 22 habitantes.

Según el censo de 2001, la parroquia disponía de 521 viviendas familiares, de las que 224 eran principales.
La evolución demográfica del padrón en la parroquia, desde el año 2000 hasta 2011 es la siguiente:
| Gráfica de evolución demográfica de Selorio entre 2000 y 2011 |
|                                                               |

### La aldea
La aldea de Selorio se sitúa en la zona central del término parroquial a una altitud de 25 metros, distando 9 km de la capital municipal. Es de creación moderna, por agrupación de los núcleos de La Ariella, La Barquera, La Calle, La Chispa, Misiego, El Olivar, El Pandal, La Piniella, Rodiles y Terienzo. Las razones de este agrupamiento son económicas y de conveniencia de los vecinos.

## Patrimonio
La correspondiente parroquia eclesiástica tiene su templo en la iglesia parroquial bajo el advocación de Santa Eulalia, catalogada como Bien de Interés Cultural.
Así mismo, según la carta arqueológica de Villaviciosa, en el término parroquial se encuentran los siguientes restos y yacimientos arqueológicos:
| Nom.*                                                  | Denominación                                                         | Localización                   | Descripción |
| ------------------------------------------------------ | -------------------------------------------------------------------- | ------------------------------ | --- |
| VLI-65                                                 | Túmulos de EI Bayu                                                   | EI Olivar                      | |
| VLI-66                                                 | Castro de EI Campón                                                  | EI Olivar                      | Datación: siglo VIII a VI a.c. Fue reconocido en 1969 y su estructura defensiva consta de talud, foso y muralla. |
| VLI-67                                                 | Túmulos de Les Cortines                                              | Santa Mera                     | Datación: Neolítico |
| VLI-68                                                 | Restos romanos de Foncalada                                          | Foncalada                      | |
| VLI-69                                                 | Necrópolis tumular de Llanu La Cruz                                  | Villar                         | |
| VLI-70                                                 | Yacimiento en superficie de La Llomba                                | Santa Mera                     | |
| VLI-71                                                 | Castro de Monte Caserin o Castiello de Lue                           | Castiello                      | |
| VLI-72                                                 | Túmulo de Monte La Rasa; túmulo y taller superficie de Monte La Rasa | Santa Mera                     | Datación: Neolítico |
| VLI-73                                                 | Túmulos de Pastas de L'Anciana                                       | Pastos de L'Anciana            | |
| VLI-74                                                 | Túmulos del Pidal I                                                  | La Busta                       | |
| VLI-75                                                 | Túmulos del Pidal II                                                 | La Busta                       | |
| VLI-76                                                 | Iglesia Parroquial de Selorio                                        | Restos de Prau del Cura        | |
| VLI-77                                                 | Puente de Sorriego                                                   | La Calle                       | Puente romano |
| VLI-78                                                 | Núcleo de cuarcita de La Quintana                                    | Camino Carretero               | |
| VLI-79                                                 | Túmulo de La Rasa                                                    | La Rasa                        | |
| VLI-80                                                 | Túmulo de La Riola                                                   | Villar                         | |
| VLI-81                                                 | Restos romanos de Rodiles                                            | Rodiles                        | Necrópolis tardorromana |
| VLI-82                                                 | Yacimiento en superticie de San Andrés                               | Villar                         | |
| VLI-83                                                 | Calzada de Santa Mera                                                | La Busta - Santa Mera -Selorio | Es un tramo conservado de la calzada romana, secundaria, que comunicaba Gijón con Ribadesella. Atravesaba el puente de Sorriego. |
| VLI-84                                                 | Estela antropomorfa de Selorio                                       | Iglesia parroquial de Selorio  | Aparecida en 1962, en unas obras en las proximidades de la iglesia parroquial, es una lápida de arenisca roja cuya parte superior tiene forma de cabeza redondeada, con un dibujo tosco de rostro humano. Fue encontrada junto con otros restos y fragmentos romanos, como ladrillos y tégulas. La estela tiene una inscripción en 6 líneas de difícil lectura debido a los desconchones. No obstante, se puede ver que está dedicada a los dioses manes. El mismo año de su descubrimiento fue adquirida por Joaquín Manzanares para su Tabularium Artis Asturiensis. |
| VLI-85                                                 | Molino romano de EI Sucón                                            | Villar                         | |
| VLI-86                                                 | Túmulo de Valdeiglar                                                 | EI Olivar                      | |
| VLI-87                                                 | Canal de cerámica de Villar o Canal romano de Villar                 | Villar                         | |
| *Nomenclatura en la carta arqueológica de Villaviciosa |                                                                      |                                | |

## Comunicaciones
La principal vía de comunicación de la parroquia es la carretera a la playa de Rodiles, denominada VV-6 y perteneciente a la red local de segundo orden. Esta carretera parte de la carretera nacional N-632, Ribadesella-Canero, que discurre por el sur de la parroquia. Tras pasar por la aldea de Selorio, alcanza la playa de Rodiles, tras 4,8 km de recorrido.